# 求厭
求厭（ぐえん、生年不詳 - 元禄元年（1688年））は、江戸初期の浄土宗の僧。生母などは不明。
臨終の際の告白から出自は、豊臣秀頼の第二子であると云う。『続日本高僧伝』によると、求厭の姓は豊臣氏で、大阪摂津の出身であるとし、国松は兄であると言ったと云う。慶長20年（1615年）5月の大坂夏の陣の際は、衛士が江戸に隠したために難を逃れたとする。初め三縁山増上寺に登り、業を受けた。秀才で善く法門に弘通して、周りの人々を徳で感化させた。後に各地を周遊し、山城国伏見に至り、同地で没した。享年80と伝わる。